# Francoska akademija
Francoska akademija (francosko 'Académie française') je osrednja francoska ustanova, ki se ukvarja s francoščino. Akademijo je leta 1635 ustanovil kardinal Richelieu, glavni minister takratnega francoskega kralja Ludvika XIII. Leta 1793 je bila razpuščena med francosko revolucijo; ponovno jo je ustanovil Napoleon Bonaparte leta 1803. Je nastarejša članica-akademija Institut de France.
Akademijo sestavlja 40 članov, ki so neformalno znani kot nesmrtni (les immortels). Vse nove člane izvolijo člani Akademije. Članstvo je dosmrtno, a jim je lahko odvzeto zaradi neprimernega oz. nespodobnega vedenja. Ustanova deluje kot krovna avtoriteta glede francoskega jezika in je zadolžena z izdajo uradnega slovarja Dictionnaire de l'Académie française. Njena pravila pa imajo zgolj naravo priporočila in niso zavezujoča za francosko vlado ali javnost.